# Iglesia de Santa Ana (Chóvar)
La iglesia parroquial de santa Ana de Chóvar, en la comarca del Alto Palancia, provincia de Castellón, España, es un templo católico catalogado como Bien de Relevancia Local, según consta en la Dirección General de Patrimonio Artístico de la Generalidad Valenciana, con el código identificativo: 12.07.056-001.
Se localiza en la plaza de la Iglesia de Chóvar, y está dedicada a Santa Ana, que es la patrona de la localidad.

## Descripción
El templo es de pequeñas dimensiones y se encuentra adosado a construcciones privadas de viviendas en uno de sus laterales. Sigue el estilo neoclásico, aunque presenta una decoración típicamente barroca, con rocallas sobre talla de yeso.
La fachada principal es estrecha y en el lateral izquierdo se eleva la torre campanario, que además presenta un reloj. La puerta de acceso al templo presenta dintel recto de sillar y en su eje y sobre ella pueden observarse, primero una hornacina con un papel de azulejos dedicado a la patrona Santa Ana y a la Virgen; y, luego, por encima de la misma, una ventana rectangular.
La torre campanario presenta dos ventanales con dos vigas, lo que hace pensar que en otros tiempos pudo tener más de una campana, aunque actualmente sólo dispone de una, que, además, está dedicada a Santa Ana y tiene inscrita la fecha de fundición por lo que sabemos que está fechada en 1943.

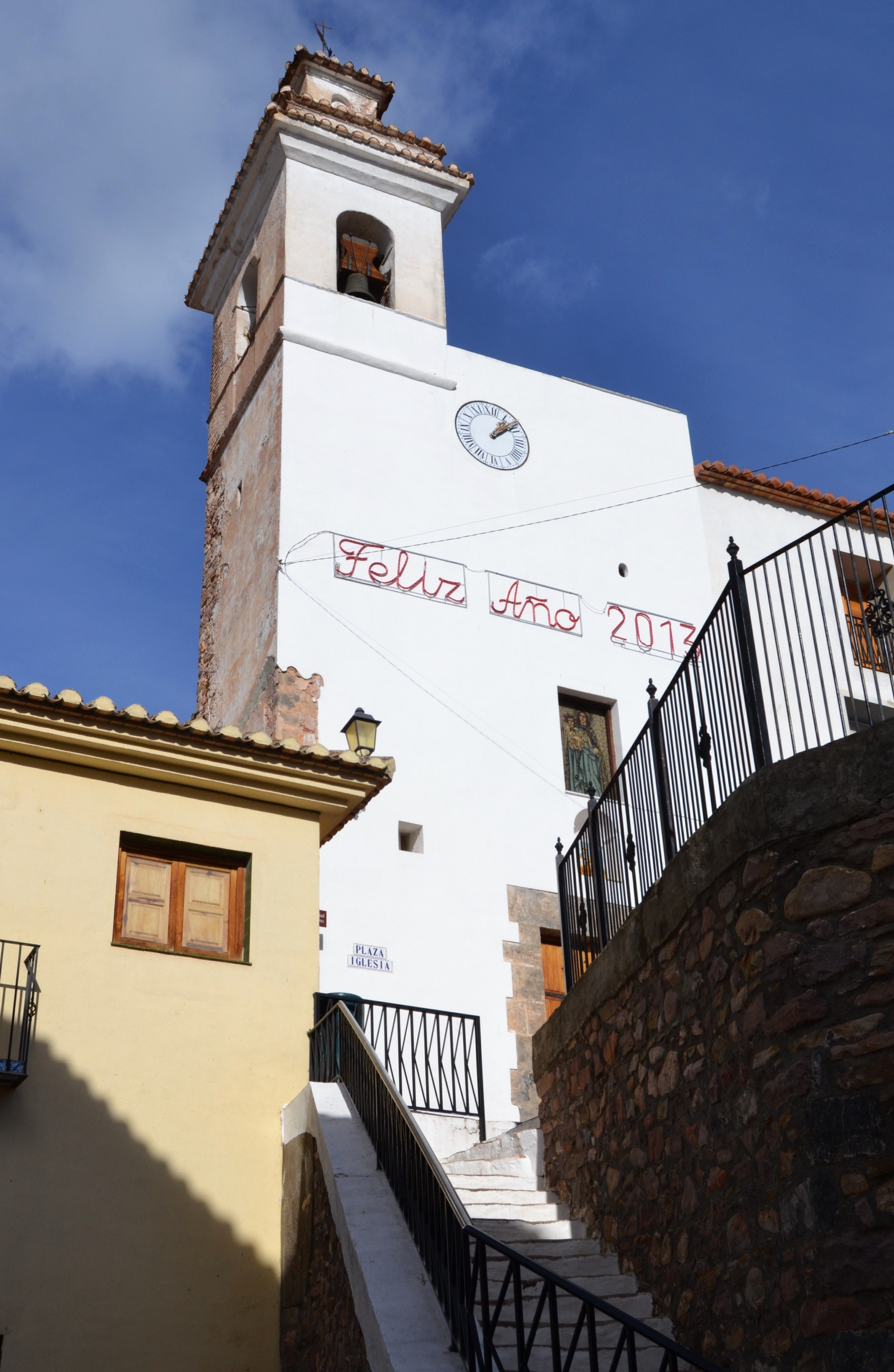
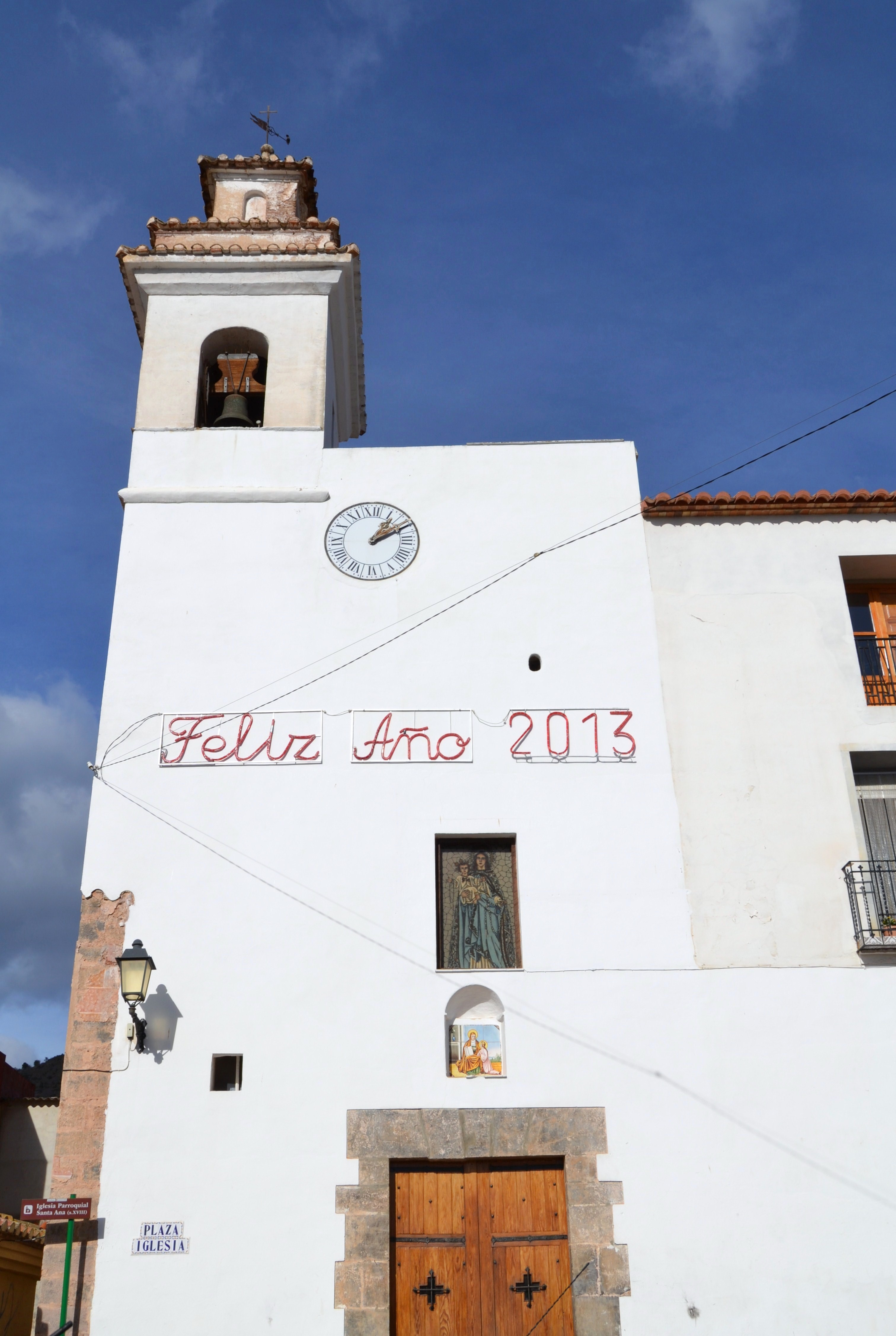
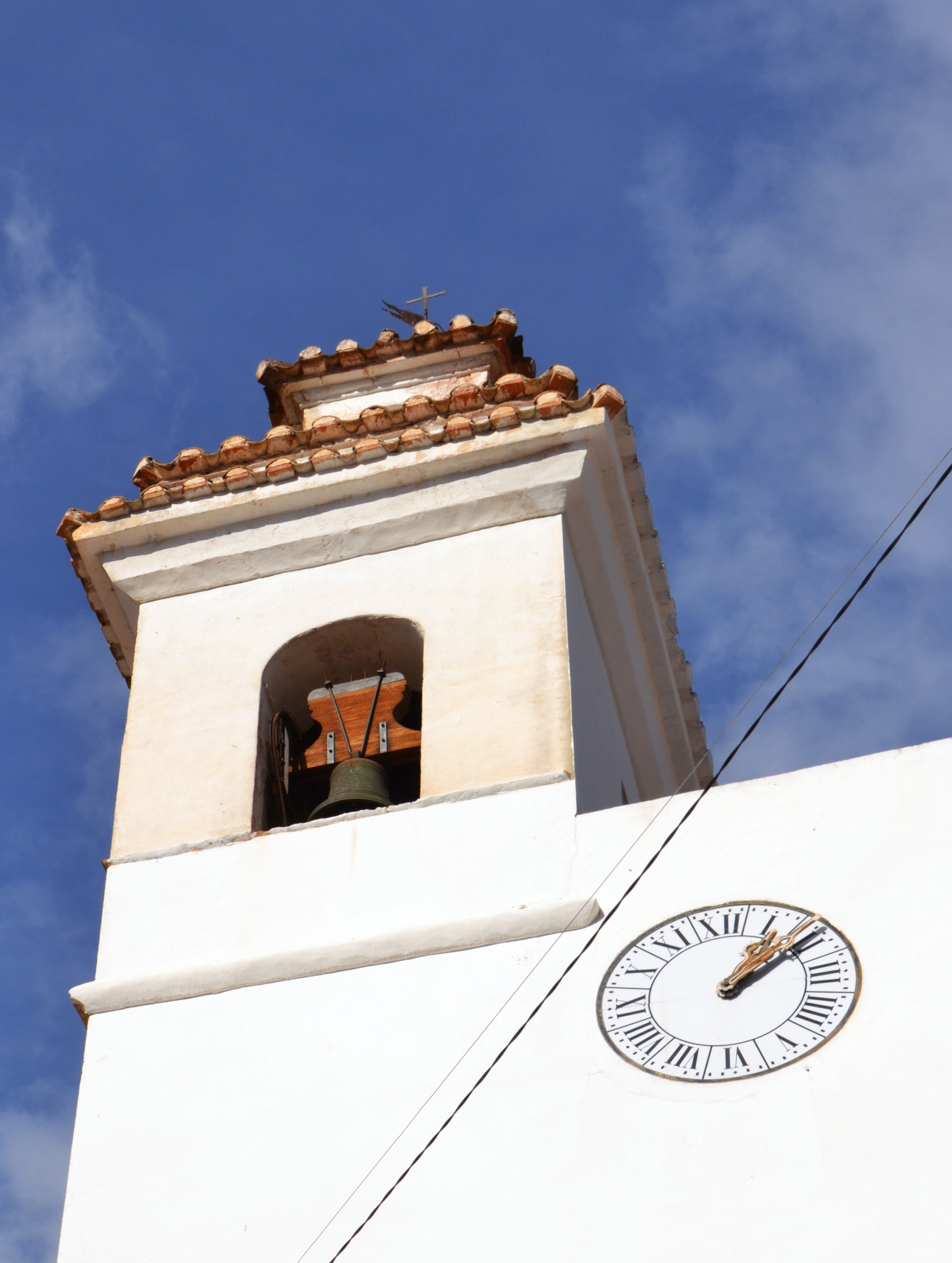
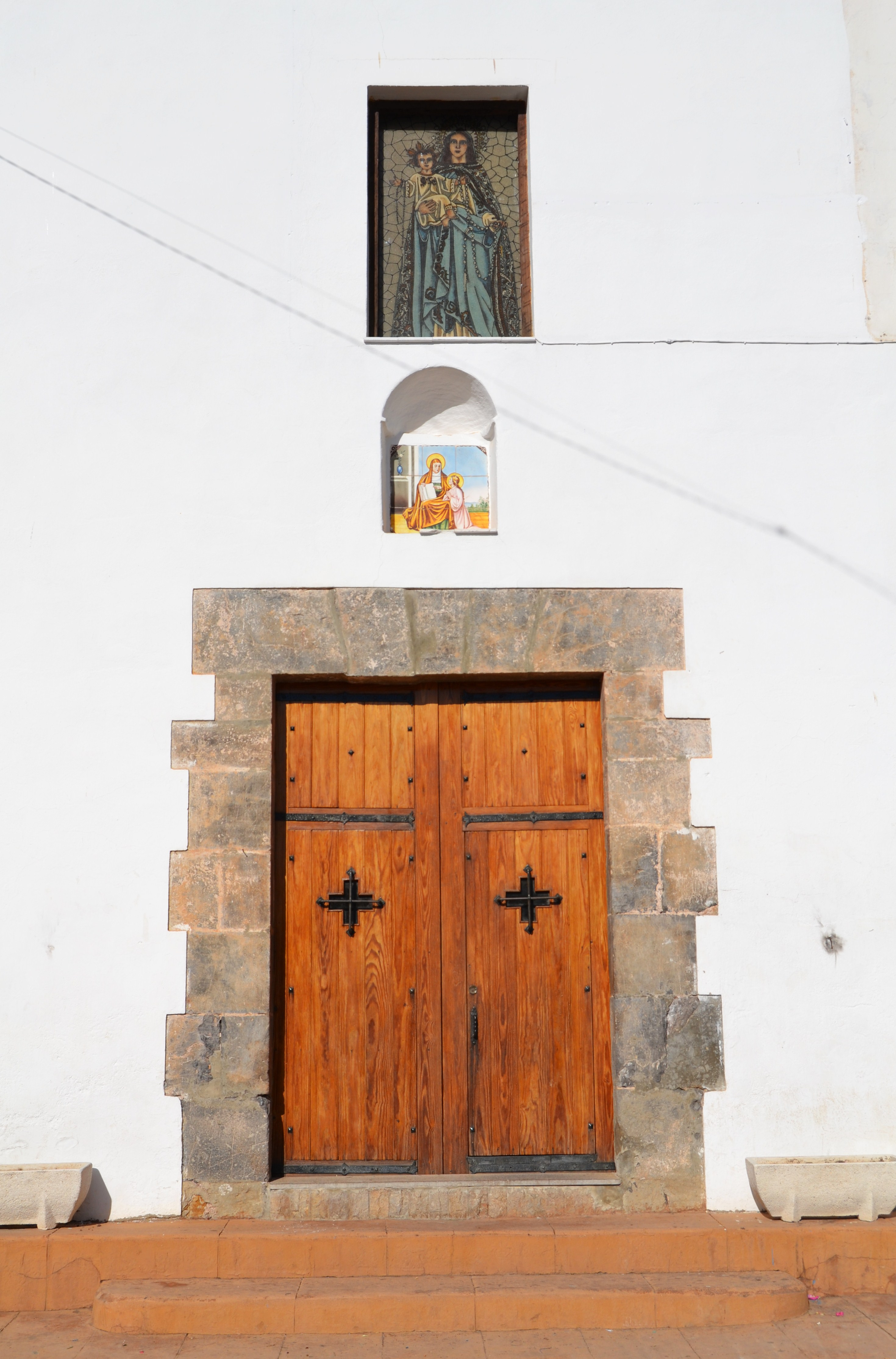